# Weak and Powerless
«Weak and Powerless» (с англ. — «Слабый и бессильный») — песня американской рок-группы A Perfect Circle. Он стал первым синглом с их второго студийного альбома Thirteenth Step, а также он занял высокие позиции в чартах — 1-е место как в Mainstream Rock Tracks, так и в Alternative Songs, что делает песню «Weak and Powerless» первым хитом группы номер один.
Ремикс песни «Tilling My Grave Mix» входит в саундтрек к фильму «Другой мир» 2003 года.

## Тема и текст песни

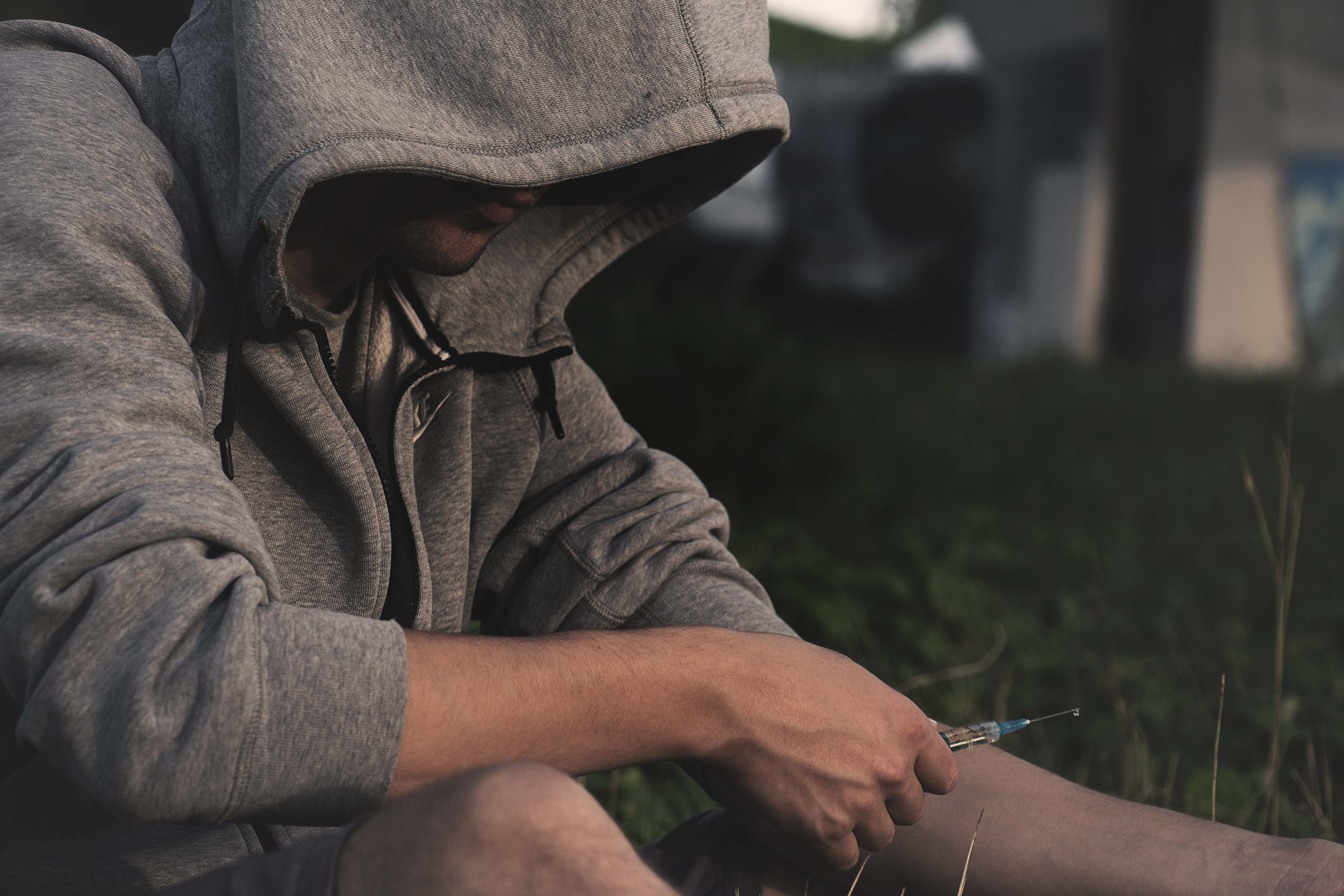
Человек, страдающий от наркозависимости, колит себе героин

В «Weak and Powerless» повествуется о человеке, пытающийся преодолеть наркотическую зависимость. 

«Tilling my own grave to keep me level
Jam another dragon down the hole
Digging to the rhythm and the echo of a solitary siren
One that pushes me along and leaves me so»
 «Tilling my own grave to keep me level» означает, что, хотя герой знает, что его/её собственная зависимость по своей природе опасна для жизни и саморазрушительна, он должен принять её, чтобы избежать отмены, просто чтобы продолжать идти. «Chasing the dragon» — это фраза, синонимичная неуловимости и невероятно разочаровывающему опыту, который испытывает наркоман, когда осознается, что первый, эйфорически «идеальный» кайф недостижим; и всё же пользователь продолжает стремиться к нему, используя всё больше и больше. «Jam another dragon down the hole» — это эвфемизм для употребления героина.

«Desperate and ravenous
So weak and powerless
Over you»
Слова из припева описывают чувства, которые испытывают наркоманы, проходя через зависимость. Они отчаянно нуждаются в большем, поэтому они слабы и бессильны перед очарованием этой зависимости. Фраза «Weak and Powerless» является отсылкой к первому шагу 12-шаговой программы, в которой говорится следующее: «шаг 1 — мы признали, что бессильны перед своими пристрастиями и навязчивым поведением. Что наша жизнь стала неуправляемой».

«Someone feed the monkey while I dig in search of China
White as Dracula as I approach the bottom»
 Термин «China White» в прошлом был синонимом очень чистого героина (и до сих пор используется в некоторых частях страны или субкультуры). Однако сегодня его чаще ассоциируют с фентанилом — опиатом, в 50 раз более мощным, чем героин фармацевтического класса. Таким образом, эта и следующая строчки говорят о тщетности и разочаровании «копания в Китае», а также о болезни и тщетности того, чтобы быть наркоманом, одновременно говоря о поиске высшего кайфа. Белый, как Дракула, когда он приближается ко дну. Потребители героина становятся жёлтыми и бледными, потому что они обычно прячутся внутри, и дно — это то, чего должен достичь каждый наркоман (который живёт), прежде чем измениться.

«Little angel go away, come again some other day
The devil has my ear today, I’ll never hear a word you say
He promised
I would find a little solace and some peace of mind
Whatever just as long as I don’t feel so»
 «Little angel» — это голос разума или совести героя, который говорит ему остановиться, но он не слушает его предпочитая слушать шёпот Дьявола («The devil has my ear today»), потому что он пообещал герою душевный покой в обмен на его душу («He promised I would find a little solace»).

## Ремиксы
Одним из наиболее заметных аспектов «Weak and Powerless» являются различные слои акустических гитар и вокала, которые превращают относительно мягкий, но очень активный куплет в мощный припев. Был сделан ремикс на песню под названием «Weak and Powerless (Tilling My Grave Mix)» с использованием инструментов Дэнни Лонера, Уэса Борланда и Джошуа Юстиса. Эта версия значительно тяжелее альбомной и была включена в саундтрек к фильму «Другой мир». Борланд рассказал кливлендской радиостанции 100.7 The Buzzard в интервью во время продвижения саундтрека, что он и Лонер написали ремикс, поместив песню в программу Pro Tools и убрав всё, кроме вокала Мэйнарда, оставив их троих писать новую музыку «вокруг» вокала.

## Музыкальный видеоклип
В музыкальном видео, снятом режиссёрами братьями Штраузе, изображена обнажённая женщина с длинными белыми волосами, как видно на обложке альбома и сингла, ползающая по лесу, собирающая различных рептилий и бросающая их в яму, заполненную жгутоногими пауками. В комментарии Мэйнарда Джеймса Кинана, к видео, указано, что роль девушки исполнила модель по имени Тоня, которая никогда раннее не занималась подобной работой. Существует две версии видео: отредактированная и неотредактированная. В неотредактированной версии хорошо видны области груди и таза женщины. Эти области тела затемнены и размыты для ТВ-версии, а сцены ускорены. На протяжении всего видео используются различные компьютерные анимации и эффекты камеры. Видео получило значительное распространение в эфире после выпуска и включено в DVD/CD aMOTION. В конце видео можно еле услышать рекламу шампуня.

## Список композиций
США сингл
| №  | Название                | Длительность |
| -- | ----------------------- | ------------ |
| 1. | «Weak and Powerless»    | 3:15         |
| 2. | «Blue» (Bird Shake Mix) | 3:55         |

Канадский и Европейский сингл
| №  | Название             | Длительность |
| -- | -------------------- | ------------ |
| 1. | «Weak and Powerless» | 3:15         |
| 2. | «Crimes»             | 2:35         |

7" сингл
| №  | Название             | Длительность |
| -- | -------------------- | ------------ |
| 1. | «Weak and Powerless» | 3:15         |

| №  | Название                                    | Длительность |
| -- | ------------------------------------------- | ------------ |
| 1. | «Weak and Powerless» (Tilling My Grave Mix) | 3:02         |

## Позиции в чартах
| Чарт (2003 г.)                      | Позиция в чартах |
| ----------------------------------- | ---------------- |
| США (Billboard Hot 100)             | 61               |
| США (Billboard Alternative Airplay) | 1                |
| США (Billboard Mainstream Rock)     | 1                |